# Giovanni Vecchina
Giovanni Vecchina (né le 19 août 1902 à Venise dans le royaume d'Italie et mort le 5 avril 1973 à Vicence) est un joueur (jouant attaquant) et entraîneur de football italien.

## Biographie

### Joueur
Il commence sa carrière professionnelle pour son club formateur et également club de sa ville natale du Foot Ball Club Unione Venise, où il reste jusqu'en 1922.
Il part ensuite pour l'Associazione Sportiva Petrarca Calcio puis pour le Calcio Padoue deux ans plus tard. En 1930, Nina de son surnom signe chez la Juventus Football Club (jouant son premier match le 28 septembre 1930 au cours d'un succès 4-1 sur Pro Patria), club chez qui il remporte trois scudetti en trois saisons, avant de partir rejoindre en 1933 leurs rivaux du Torino Football Club.
En 1935, il finit sa carrière dans des clubs locaux comme l'Associazione Sportiva Dilettantistica Junior Biellese Libertas, puis pour l'Unione Sportiva Palmese 1912 en 1938, et enfin à l'Unione Sportiva Syracuse l'année suivante.

### Sélection
Il a joué deux matchs en sélection avec l'équipe d'Italie. Sa première sélection eut lieu le 2 décembre 1928 contre les Pays-Bas (victoire 3-2) à Milan et sa seconde le 12 avril 1931 contre le Portugal (victoire 0-2) à Porto.

### Entraîneur
Il commence véritablement sa carrière d'entraîneur de clubs lorsqu'il prend en main le Rovigo Calcio lors de la saison 1942-1943 en remplacement de Renato Bottaccini, tout cela avant de s'occuper d'une équipe un peu plus prestigieuse, le Vicenza Calcio, où il fut remplacé 28 septembre 1947 par Emilio Berkessy. 
Il rejoint ensuite le SSC Napoli pour la saison 1947-1948 à la place de Raffaele Sansone.

## Palmarès
Juventus
- Championnat d'Italie (3) :
  - Champion : 1930-31, 1931-1932 et 1932-1933.